# Juan Antonio López García
Juan Antonio López García (Irún, Guipúzcoa, 9 de junio de 1934), más conocido como Zurdo, fue un futbolista español que jugaba de portero.

## Biografía
Hizo su debut como profesional en las filas del Deportivo Alavés en 1956. En la campaña 1957-58 fichó por el Athletic Club. Su debut oficial tuvo lugar el 6 de diciembre de 1959, debido a una lesión de Carmelo. En 1962, coincidiendo con la llegada de Iribar al primer equipo rojiblanco, se marchó al RCD Español donde pasó dos temporadas. Se retiró en 1967, tras tres campañas en las filas del Recreativo de Huelva.
Tras su retirada futbolística, se estableció en Santa Cruz de Tenerife donde nació su hijo Gorka.

## Clubes
| Club                 | País   | Temporadas |
| -------------------- | ------ | ---------- |
| Deportivo Alavés     | España | 1956-1957  |
| Athletic Club        | España | 1957-1962  |
| RCD Español          | España | 1962-1964  |
| Recreativo de Huelva | España | 1964-1967  |